# Gundomar I.
Gundomar I. bio je kralj Burgunda (Drugo Burgundsko Kraljevstvo). U izvorima ga se spominje pod imenoma Gundimar, Godemar, Godomar). 
Bio je najstariji sin burgundskog kralja Gebike. Imao je braću Gundahara i Gizelhera.
Vladao je Burgundima nakon svog oca. Kraljevao je od oko 406. ili 407. do 411. godine. Vrijeme njegova kraljevanja je obilježilo što su tada, ili neposredno poslije njega, Burgudni formalno postali zapadnorimskim foederatima. Prostorno su Burgundi, odnosno naselili se na području oko današnjeg Wormsa.
Poslije njega Burgundima je vladao mlađi brat Gizelher. 
Gundomar je ušao u mitologiju. Jedan je od likova u Pjesmi o Nibelunzima. Ondje se spominje pod imenom Gernot i Gernoz; u tom je epu naveden kao brat Gundaharu, Gizelheru i Krimhildi. Nordijska ga mitologija naziva imenom Guthormr. U toj mitologiji Gundomar (Guthormr) je osoba koja je ubila Sigfrida (Siegfrieda, Sigurda).